# Nonea persica
Nonea persica là loài thực vật có hoa trong họ Mồ hôi. Loài này được Boiss. mô tả khoa học đầu tiên.